# Kolber
Kolber es un fabricante de relojes suizos. Producen relojes de bolsillo como de muñeca. Todos sus relojes están configurados con el movimiento suizo Ronda.